# William Hickley Gross
William Hickley Gross (Baltimora, 12 giugno 1837 – Baltimora, 14 novembre 1898) è stato un arcivescovo cattolico statunitense.

## Biografia
Entrò nel noviziato dei redentorisi di Annapolis nel 1857 ed emise la sua professione il 4 aprile 1858. Ordinato prete il 19 marzo 1863, si dedicò al lavoro nelle parrocchie e alla predicazione delle missioni popolari.
Fu eletto vescovo di Savannah nel 1873 e nel 1885 fu trasferito alla sede metropolitana di Oregon City.
Per l'educazione cristiana della gioventù, nel 1886 fondò a Sublimity le Suore del Preziosissimo Sangue.

## Genealogia episcopale e successione apostolica
La genealogia episcopale è:
- Cardinale Scipione Rebiba
- Cardinale Giulio Antonio Santori
- Cardinale Girolamo Bernerio, O.P.
- Arcivescovo Galeazzo Sanvitale
- Cardinale Ludovico Ludovisi
- Cardinale Luigi Caetani
- Cardinale Ulderico Carpegna
- Cardinale Paluzzo Paluzzi Altieri degli Albertoni
- Papa Benedetto XIII
- Papa Benedetto XIV
- Papa Clemente XIII
- Cardinale Giovanni Carlo Boschi
- Cardinale Bartolomeo Pacca
- Papa Gregorio XVI
- Cardinale Lodovico Altieri
- Cardinale Gaetano Bedini
- Arcivescovo James Roosevelt Bayley
- Arcivescovo William Hickley Gross, C.SS.R.

La successione apostolica è:
- Vescovo Joannes Nicolaas Lemmens (1888)
- Arcivescovo John Joseph Frederick Otto Zardetti (1889)
- Vescovo Edward John O'Dea (1896)